# Brachymacroma
Brachymacroma är ett släkte av skalbaggar. Brachymacroma ingår i familjen Cetoniidae.
Kladogram enligt Catalogue of Life:
| Brachymacroma | \| \| Brachymacroma emarginicollis \| \| \| \| \| \| Brachymacroma rufithorax \| \| \| \| |
|               | \| \| Brachymacroma emarginicollis \| \| \| \| \| \| Brachymacroma rufithorax \| \| \| \| |
|               | Brachymacroma emarginicollis                                                              |
|               |                                                                                           |
|               | Brachymacroma rufithorax                                                                  |
|               |                                                                                           |

## Bildgalleri

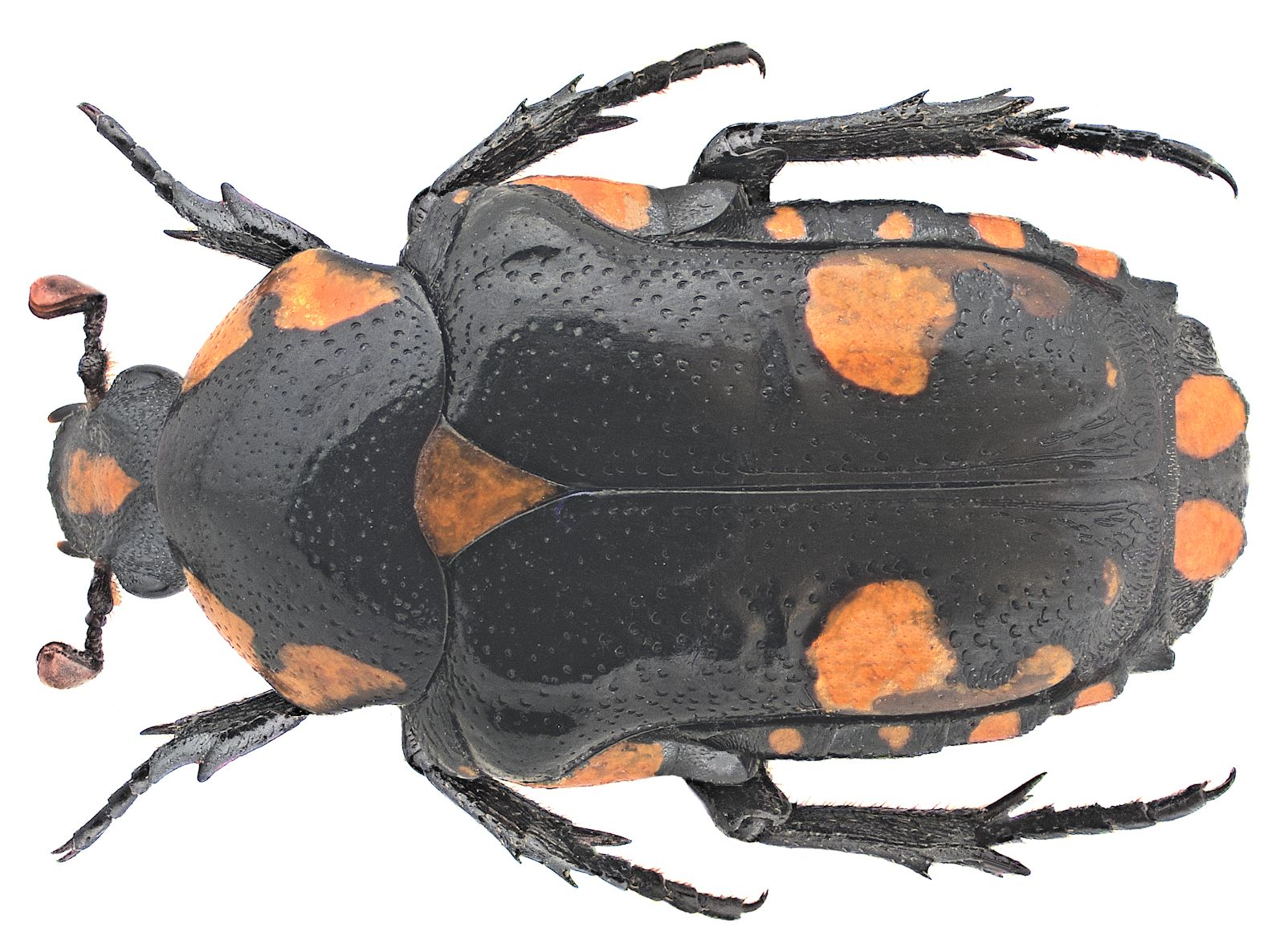